# Calç de sofre
La calç de sofre (en anglès: lime sulfur) és una mescla de polisulfit de calci format per la reacció d'hidròxid de calci amb sofre que es fa servir en el control de plagues. Normalment es fa servir en solució aquosa i presenta un color groc vermellenc i una olor desagradable característica.

## Història
La calç de sofre va ser un dels primers pesticides químics sintètics i ja es feia servir a França cap a 1840 pel control de l'oïdi de la vinya (Uncinula necator) A partir de 1886 ja es va usar a Califòrnia pel control del poll de San Jose. A partir de 1904 es va produir de forma comercial (abans els agricultors feien la mescla ells mateixos). Cap a la dècada de 1940 va ser substituït pels fungicides sintètics orgànics que no danyaven les fulles.

## Ús
La calç de sofre es ven en forma d'esprai per a controlar els fongs en arbres caducifolis i també els bacteris i els insectes que viuen a la superfície de l'escorça. Pel fet que la calç de sofre crema les fulles no es pot usar en arbres de fullatge persistent.
Els afeccionats als bonsais el fan servir per esterilitzar i conservar la fusta morta i donar aspecte de fusta vella. Es fa pintant amb pinzell la fusta.
En solucions diluïdes es fa servir per al control de fongs de la pell i paràsits en animals de companyia
S'ha d'utilitzar amb guants de seguretat, pot produir ceguesa si entra en contacte amb els ulls.